# Barbara Stroińska-Kuś
Stanisława Barbara Stroińska-Kuś (ur. 13 listopada 1926 w Warszawie, zm. 30 września 2019 tamże) – polska neurolog, prof. dr hab. nauk medycznych o specjalności chemia fizyczna, neurologia.

## Życiorys
Córka Józefa i Józefy. W 1953 ukończyła studia w Akademii Medycznej w Warszawie, w 1961 na tej uczelni obroniła pracę doktorską, następnie habilitowała się na podstawie oceny dorobku naukowego i pracy, a potem otrzymała nominację profesorską. Pracowała w Katedrze i Klinice Neurologii Akademii Medycznej w Warszawie, a także w Szpitalu Bródnowskim na Oddziale Neurologii.
W 2005 odznaczona Krzyżem Oficerskim Orderu Odrodzenia Polski.
Zmarła 30 września 2019.